# Форт Джордж (Шотландия)

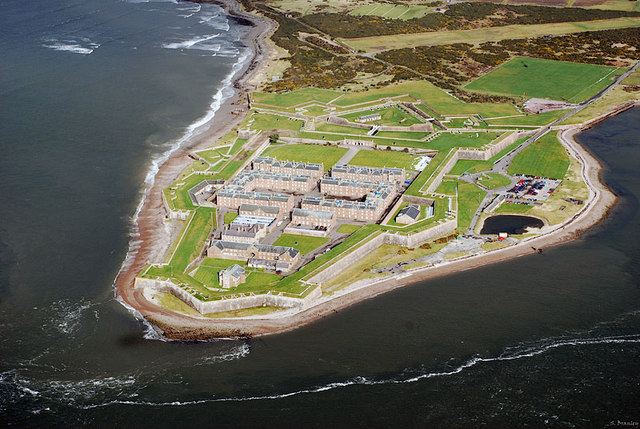
Вид на Форт Джордж с воздуха

Форт Джордж — это большая крепость XVIII века недалеко от Ардерсьера, к северо-востоку от Инвернесса в округе Хайленд в Шотландии. Он был построен для контроля над Шотландским нагорьем после восстания якобитов в 1745 году, заменив форт Джордж в Инвернессе, построенный после восстания якобитов 1715 года, чтобы контролировать этот район. Нынешняя крепость никогда не подвергалась нападениям и постоянно использовалась в качестве гарнизона. Укрепление выполнено в виде звезды. Он остался практически неизменным и в настоящее время открыт для посетителей с экспонатами и факсимиле, показывающими, как крепость использовалась в разные периоды, хотя при этом она по-прежнему служит армейскими казармами.

## Первый форт Джордж
Первый форт Джордж был построен в 1727 году в Инвернессе. Это была большая крепость, способная разместить 400 солдат на холме у реки Несс, на месте (включая части) средневекового замка, который был перестроен Оливером Кромвелем в цитадель, но позже заброшен. Первым командиром оригинального форта Джордж был сэр Роберт Манро, 6-й баронет, полковник 42-го королевского горца (Черный дозор) и глава клана Хайленд Манро.
Во время восстания 1745 года форт был захвачен якобитами, которые взорвали его в 1746 году, чтобы не дать ганноверцам использовать его в качестве базы.
В 1747 году полковник Уильям Скиннер, королевский военный инженер Северной Британии, подписал контракт на восстановление крепости на новом месте.

## Строительство
Выбранный участок представлял собой ровный участок земли в Ардерсьере, примерно в 18 км к северо-востоку от Инвернесса, который образует мыс, выступающий в Мори-Ферт и контролирующий морской подход к Инвернессу. Имея собственную гавань под стенами, форт мог снабжаться морем в случае осады.
Работы начались в 1748 году под командованием полковника Скиннера и братьев Адамов, Джона, Роберта, а позднее Джеймса, выступавших в качестве подрядчиков, надзирающих за около 1000 солдат, которые обеспечивали рабочую силу и защищали объект от нападений.
К 1757 году основные оборонительные сооружения были на месте, и форт Джордж был окончательно завершен в 1769 году. Первоначальный бюджет составлял 92 673 фунта стерлингов 19 шиллингов 1 пенни, но окончательная стоимость составила более 200 000 фунтов стерлингов, что для того времени было огромной суммой.

## Укрепления
Укрепления представляют собой пример глубокоэшелонированной защиты. Главные стены облицованы камнем. Стены в несколько ярдов шириной и покрыты травой поверх казематов с бочкообразными сводами, которые образуют подземные бункеры, предназначенные для защиты всего гарнизона от артиллерийского огня. Подход к крепости со стороны суши был покрыт широкой плоской рыхлой галькой, которая создавала защитный барьер.
Наклонные травянистые берега, предназначенные для поглощения артиллерийских снарядов, почти скрывают форт из поля зрения. Вход осуществляется через равелин, отдельно стоящее оборонительное сооружение, включающее караульную будку и полностью открытое для огня из главного форта. Далее был установлена деревянная дорожка с подъемным мостом проходящей через широкий ров между хорошо защищенными бастионами. Ров представляет собой широкую арену для убийств, открытую для стрельбы с этих стен.

## Использование
После реформ Чайллдерса в 1881 году 72-й пехотный полк и 78-й пехотный полк были объединены в полк «Сифортские горцы» с депо в казарме Форт Джорджа. В 1961 годе полк был объединен с полком Queen's Own Cameron Highlanders в полк Queen's Own Highlanders (Seaforth and Camerons), депо которого тоже был Форт-Джордж. В 2007 году казармы форта стали домом для «Чёрной стражи», 3-го батальона Королевского полка Шотландии.
В ноябре 2016 года министерство обороны объявило, что форт закроется в 2032 году, а министр обороны сэр Майкл Фэллон прокомментировал, что он больше не нужен, потому что восстания в Хайленде закончились.

## Доступ посетителей
Казармы до сих пор используются как военное сооружение, но большая часть территории открыта для посещения (вход платный). «Историческая среда Шотландия» использует часть одной из казарм для демонстрации реконструкции жизни в первые дни форта, а журнал Grand Magazine отображает коллекцию оружия Сифилда, а также создает сцену для актеров, воссоздающих жизнь и истории солдат, живших в XVIII веке.